# Johannes Tak van Poortvliet

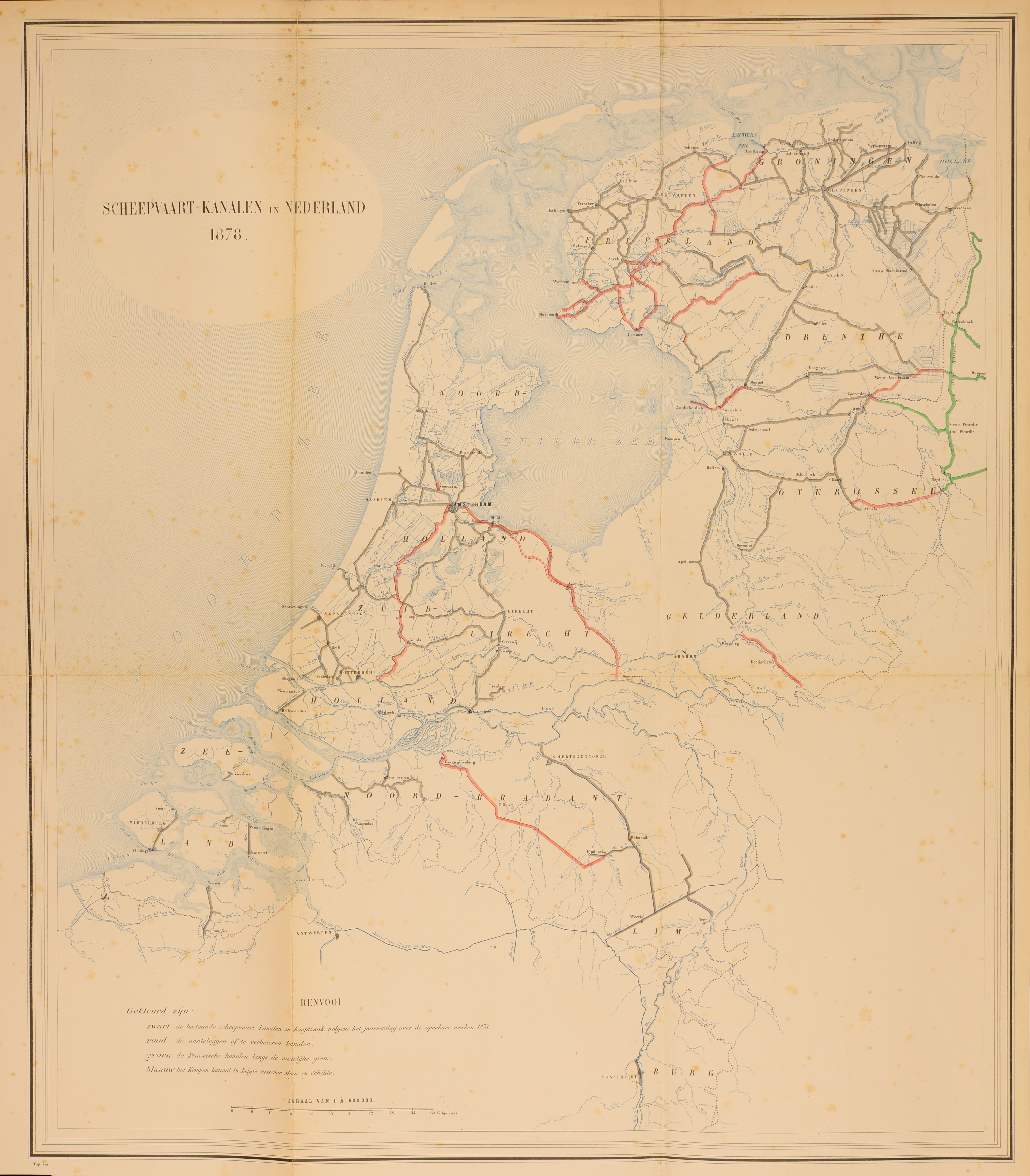
Kanalenwet 1878, kaart van bestaande en geprojecteerde waterwegen

Johannes Pieter Roetert Tak van Poortvliet, heer van Poortvliet (Engelen, 21 juni 1839 – Den Haag, 26 januari 1904) was een Nederlands politicus.
Tak van Poortvliet was een lid van de familie Tak en een liberale Zeeuwse ambtenaar. Hij begon als commies-griffier van de Tweede Kamer en haalde in die functie tijdens de vergaderingen de stembriefjes op.
Vanaf 1870 was hij zelf Kamerlid, en gaf onder andere de aanzet tot twee enquêtes.
Tak werd in het kabinet-Kappeyne van de Coppello minister van Waterstaat, Handel en Nijverheid. Hij ontwierp de Kanalenwet, die onder meer beoogde om Amsterdam een snelle waterverbinding te geven met de Rijn. Toen de wet in 1879 door de Tweede Kamer werd verworpen, trad de regering af.
Kort daarop keerde Tak terug in het parlement. Hij behoorde tot de vooruitstrevende liberalen en werd in februari 1880 voorman van de Kappeynianen. Van 1887 tot 1891 was hij dijkgraaf van het Hoogheemraadschap van Delfland.
In 1891 wonnen de liberalen de verkiezingen. Tak aanvaardde het ministerschap van Binnenlandse Zaken in het kabinet-Van Tienhoven op voorwaarde, dat kiesrechtuitbreiding een kabinetskwestie zou zijn. Hij ontbond in 1894 de Kamer vanwege het verzet tegen dat voorstel. De verkiezingen stonden geheel in het teken van zijn kiesrechtvoorstel. Hij was na zijn nederlaag een gebroken man, wiens rol was uitgespeeld. Hem werd weleens gebrek aan tact en plooibaarheid verweten.
Hij was de vader van kunstverzamelaar Marie Tak van Poortvliet (1871-1936).